# 日興アセットマネジメント
日興アセットマネジメント株式会社（にっこうアセットマネジメント、英称：Nikko Asset Management Co.,Ltd.）は、三井住友信託銀行傘下で投資信託の開発、運用、管理などを行う資産運用会社である。
かつての日興證券（現在の三井住友フィナンシャルグループ〈SMBCグループ〉のSMBC日興証券）から分離独立して、現在はSMBCグループではなく三井住友トラスト・ホールディングスグループに属している。

## 概要
日本に本社を置き、世界9カ国・地域に拠点を持つグローバルに展開する資産運用会社である。約23.4兆円の資産を運用し、うち日本での投資信託残高合計（私募投信やETFを含む）は約17.0兆円で国内第2位。就業者数841名、うち投資担当者196名（データはいずれも2018年3月末現在。連結子会社の役社員・運用資産残高を含む）。
日本で最初の運用会社の一つとしての国内でのビジネス基盤に加えて、シンガポール、オーストラリアおよびニュージーランドでは現地ビジネスを展開し、中国とマレーシアでは現地企業とのジョイント・ベンチャーを通じて事業展開する。国際的に運用拠点を展開しており、英国のエジンバラでは国際株式、同じくロンドンでは国際債券、米国ニューヨークではテーマ性の強い国際株式、シンガポールではグローバルなマルチ・アセット、およびアジア株式・債券、オーストラリアではオーストラリア株式・債券、ニュージーランドではニュージーランド株式・債券などを運用する。
資産運用会社としてESGにコミットしており、同社自身、社外取締役が取締役会議長を務めるほか、複数の社外取締役により構成される取締役会、社外委員中心のスチュワードシップ＆議決権政策監督委員会など、ガバナンスの態勢の確立に力を入れている。総ての投資プロセスへのESG評価の組み込み、国連責任投資原則（PRI）の採用、国連女性エンパワーメント原則への署名なども行っている。2018年には、ブルームバーグ社と組み、機関投資家と資産運用会社が共用できるリスク・マネジメント・エコシステムを構築し、普及に乗り出した。PRI評価（2017年）は最高位のA+。

## 沿革
- 1959年12月1日 - 日興證券投資信託委託株式会社が設立（投資信託運用専門会社として、日興證券株式会社から分離・独立）。
- 1981年9月 - 日興国際投資顧問株式会社が設立。
- 1985年12月 - 日興国際投資顧問が、英国の投資顧問会社「フレイザー・グリーン社（Fraser Green Ltd）」の株式の51％を取得し、子会社化[1]。
- 1999年4月 - 日興證券投資信託委託と日興国際投資顧問が合併し、日興アセットマネジメント株式会社が発足（存続会社は日興證券投資信託委託）。
- 2001年10月1日 - 日興證券の持株会社化に伴い、株式会社日興コーディアルグループの子会社となる。
- 2007年5月9日 - シティグループが日興コーディアルグループ傘下に収めたため、シティグループの会社となる。
- 2008年5月1日 - 日興コーディアルグループが、同社を買収していたシティグループ・ジャパン・ホールディングス株式会社（日興シティホールディングスに商号変更）に吸収合併されたため、日興シティホールディングスの直接の完全子会社となる。
- 2009年10月1日 - 住友信託銀行（現在の三井住友信託銀行）が子会社化。
- 2011年
  - 2月 - オーストラリアのサンコープ・グループから大手資産運用会社のティンダル・インベストメントを買収。
  - 9月 - シンガポールのDBSアセットマネジメントを買収（同年10月17日に日興アセットマネジメント アジアに社名変更）。同時に、親会社だったDBS銀行が住信から当社の株式を取得。
  - 12月2日 - 同月15日に東京証券取引所上場予定であったが、中止を発表。
- 2013年10月 - 豪トレジャリー・アジア・アセット・マネジメント・リミテッドを買収。
- 2015年3月 - 地政学リスクの調査・分析を行なう米ユーラシア・グループとパートナーシップ締結。
- 2017年8月 - 破壊的イノベーションに特化した米アーク・インベストメント・マネジメント・エルエルシーに出資。
- 2025年9月1日 - アモーヴァ・アセットマネジメント株式会社に商号変更（予定）。